# Патриаршая литературная премия
Патриа́ршая литерату́рная пре́мия и́мени святы́х равноапо́стольных Кири́лла и Мефо́дия — ежегодная литературная премия, учреждённая решением Священного синода Русской православной церкви по инициативе патриарха Кирилла 25 декабря 2009 года. Премия вручается с 2011 года и не имеет аналогов в истории Русской православной церкви и других поместных церквей. Она призвана содействовать развитию взаимодействия Русской православной церкви и литературного сообщества. Премия вручается в номинации «За значительный вклад в развитие русской литературы».
Цель премии: поощрение писателей, внёсших существенный вклад в утверждение духовных и нравственных ценностей в жизни современного человека, семьи и общества, создавших высокохудожественные произведения, обогатившие русскую литературу.
Как отметил митрополит Климент (Капалин) в 2011 году: «Патриаршая литературная премия имени святых равноапостольных Кирилла и Мефодия должна, прежде всего, стимулировать авторскую деятельность среди православных писателей. Кроме того <…> эта премия призвана объединить писательское сообщество на основе христианских ценностей, поддержать тех мастеров слова, которые через свои произведения несут в жизнь общества добро. Православное литературное общество на данный момент не имеет ни преемственной традиции, ни координационного центра, ни даже общей направленности произведений. К сожалению, сейчас православных авторов совсем немного. <…> Патриаршая литературная премия свидетельствует о признании со стороны Церкви заслуг писателя как человека, распространяющего православные взгляды, православное мировоззрение».
С 2016 года ежегодно выпускается сборник произведений лауреатов и номинантов Патриаршей премии под названием «Дорога к небу».

## Порядок выдвижения кандидатов
При определении лауреата оценивается совокупность заслуг, весь творческий путь писателя, а не только конкретное произведение.
Приём кандидатов на соискание премии начинается в день объявления лауреатов премии.
Информация о сроках приёма публикуется на сайте Издательского совета Русской православной церкви.
Правом выдвижения кандидатов на соискание премии обладают:
- органы государственной исполнительной власти стран СНГ и Балтии (главы правительств и региональных администраций, а также главы учреждений культуры не ниже регионального уровня;
- редакции литературных журналов (печатных или электронных, существующих не менее 5 лет) стран СНГ и Балтии;
- общественные литературные организации стран СНГ и Балтии;
- предстоятели Поместных церквей;
- предстоятели самоуправляемых Церквей в составе Московского патриархата;
- епархиальные архиереи Русской православной церкви;
- Синодальные учреждения Русской православной церкви.

Кандидат может быть выдвинут на соискание премии повторно.

## Порядок присуждения премии
Органом, несущим ответственность за присуждение Премии, является Палата попечителей.
Председателем Палаты попечителей является патриарх Московский и всея Руси Кирилл, а секретарём — митрополит Калужский и Боровский Климент, председатель издательского совета Русской православной церкви. В Палату попечителей входят представители Русской православной церкви и литературного сообщества, видные общественные деятели, деятели науки и культуры.
Среди них: митрополит Бориспольский и Броварский Антоний, митрополит Псковской и Порховский Тихон, Александр Архангельский, Алексей Варламов, Андрей Василевский, Юрий Вяземский, Константин Ковалёв-Случевский, Юрий Поляков, Александр Сегень, Александр Соколов, Борис Тарасов, Виктор Фёдоров, Сергей Чупринин, Дмитрий Володихин и другие.
Палата попечителей формирует Совет экспертов премии, который:
- проводит экспертизу произведений, авторы которых выдвигаются на соискание премии;
- осуществляет отбор кандидатур и предлагает их на рассмотрение Палате попечителей в качестве номинантов.

Длинный и короткий списки номинантов премии утверждаются на заседаниях Палаты попечителей.
Из числа номинантов короткого списка премии избираются лауреаты премии в результате тайного голосования членов Палаты попечителей, которое проходит на торжественной церемонии избрания и награждения лауреатов премии.
Лауреатам премии вручаются наградные комплекты, состоящие из памятного наградного знака, диплома и сертификата о денежной части премии.
Делопроизводство и организацию всех мероприятий Патриаршей литературной премии осуществляет аппарат издательского совета Русской православной церкви.

## Патриарший знак «За вклад в развитие русской литературы»

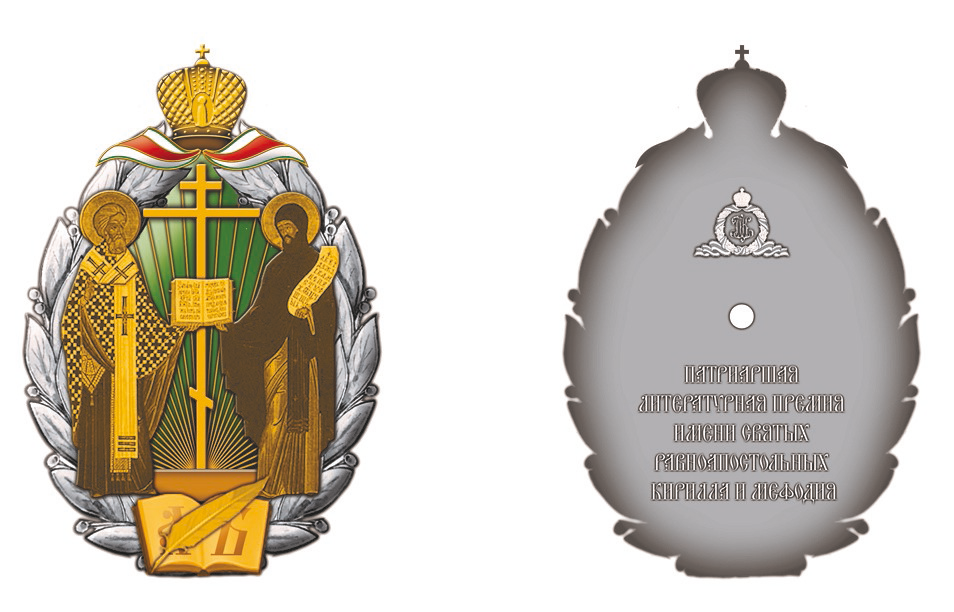
Патриарший знак «За вклад в развитие русской литературы»

Номинантам премии, включённым в короткий отборный список, но не ставшим лауреатами, с премиального сезона 2019 года вручаются Патриарший знак «3а вклад в развитие русской литературы» и грамота. 3нак вручается однократно. Награждённый Патриаршим знаком может быть вновь номинирован на премию в следующих сезонах.

### Премиальный сезон 2011 года

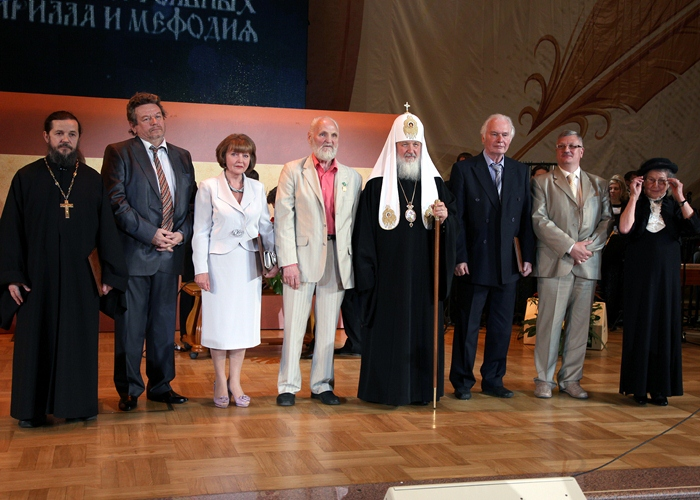
Номинанты 2011 года

Первым лауреатом Патриаршей литературной премии стал Владимир Крупин.
Церемония избрания и награждения первого лауреата Патриаршей литературной премии состоялась 26 мая 2011 года в Зале церковных соборов Храма Христа Спасителя.
В 2011 году в короткий список был представлен семью номинантами. Это — Юлия Вознесенская, Валерий Ганичев, Владимир Крупин, Владимир Малягин, Людмила Разумовская, Александр Сегень, протоиерей Владимир Чугунов.

### Премиальный сезон 2012 года

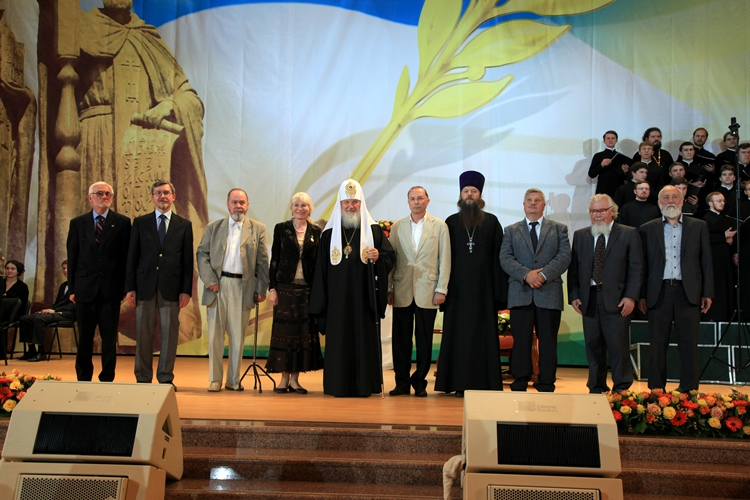
Номинанты 2012 года

Лауреатами Патриаршей литературной премии в 2012 году стали Олеся Николаева и Виктор Николаев как набравшие равное количество голосов. Церемония избрания и награждения лауреатов прошла в зале Церковных соборов храма Христа Спасителя 28 мая 2012 года.
В короткий список номинантов 2012 года вошли: Владислав Бахревский, протоиерей Артемий Владимиров, Борис Екимов, Виктор Николаев, Олеся Николаева, Александр Сегень, Алексей Солоницын, Иван Чарота, Сергей Щербаков, Александр Яковлев.

### Премиальный сезон 2013 года
На соискание Патриаршей литературной премии 2013 были выдвинуты 22 кандидата. 27 марта 2013 года состоялось заседание Совета экспертов, в ходе которого был сформирован короткий список номинантов премии, в который вошли девять писателей: Алексей Варламов, Дмитрий Володихин, Геннадий Красников, Ольга Куликовская-Романова, Станислав Куняев, Валерий Лепахин, Юрий Лощиц, Наталья Сухинина, протоиерей Александр Торик.
22 мая 2013 года в зале Церковных соборов храма Христа Спасителя патриарх Московский и всея Руси Кирилл возглавил торжественную церемонию избрания и награждения лауреатов Патриаршей литературной премии имени святых равноапостольных Кирилла и Мефодия, которыми стали Алексей Варламов, Станислав Куняев и Юрий Лощиц.

### Премиальный сезон 2014 года
Лауреатами стали протоиерей Николай Агафонов, Валентин Курбатов и Валерий Ганичев.
В короткий список вошли: Александр Проханов — писатель, публицист, общественный деятель; Юрий Кублановский — поэт; протоиерей Андрей Ткачёв — миссионер, православный писатель; Александр Богатырёв — режиссёр-документалист, кинокритик, публицист, прозаик; Роберт Балакшин — писатель, переводчик; Михаил Чванов — писатель, директор мемориального Дома-музея Сергея Аксакова. Церемония награждения состоялась 22 мая 2014 года.

### Премиальный сезон 2015 года
Лауреатами стали писатель Юрий Бондарев, поэт Юрий Кублановский и прозаик Александр Сегень.
В короткий список вошли Николай Бурляев, Дмитрий Володихин, Владимир Воропаев, Новелла Матвеева, протоиерей Леонид Сафронов. Церемония награждения состоялась 28 мая 2015 года.

### Премиальный сезон 2016 года
18 мая 2016 года шестую церемонию избрания и награждения лауреатов премии возглавил патриарх Кирилл. Церемония началась с демонстрации фильма, посвящённого истории Патриаршей литературной премии.
На соискание звания лауреата премии 2016 года было представлено 50 кандидатур. В короткий список вошли иерей Николай Блохин, Александр Громов, Борис Екимов, Алексей Карпов, монахиня Евфимия (Пащенко), Валерий Сергеев, Борис Тарасов, протоиерей Андрей Ткачёв.
Лауреатами Патриаршей литературной премии 2016 года стали Борис Тарасов, Борис Екимов и священник Николай Блохин.

### Премиальный сезон 2017 года
Лауреатами стали Виктор Лихоносов, Борис Споров, протоиерей Ярослав Шипов.
В короткий список номинантов вошли также Ирина Богданова, Дмитрий Володихин, Василий Дворцов, Александр Ткаченко.
Церемония избрания и награждения лауреатов состоялась 11 мая 2017 года.

### Премиальный сезон 2018 года
Лауреатами премии стали Константин Ковалёв-Случевский, Владимир Костров и Виктор Потанин.
В число номинантов входили Мария Аввакумова, Леонид Бежин, Александр Громов, Светлана Кекова, Альберт Лиханов, Константин Скворцов, Михаил Тарковский. Церемония награждения прошла 24 мая 2018 года.

### Премиальный сезон 2019 года
Лауреатами стали Дмитрий Володихин, Александр Стрижёв, Михаил Тарковский.
Впервые за премиальную историю Патриаршим знаком «За вклад в развитие русской литературы» отмечены номинанты Вячеслав Бондаренко, Василий Дворцов, Константин Скворцов, Михаил Чванов.

### Премиальный сезон 2020—2021 года
Лауреатами стали Владимир Малягин, Мушни Ласуриа и Андрей Убогий.
В короткий список вошли Анатолий Байбородин, Владислав Бахревский, Игорь Волгин, Василий Дворцов и Валерий Лепахин.
Церемония избрания и награждения лауреатов состоялась 20 мая 2021 года

### Премиальный сезон 2022 года

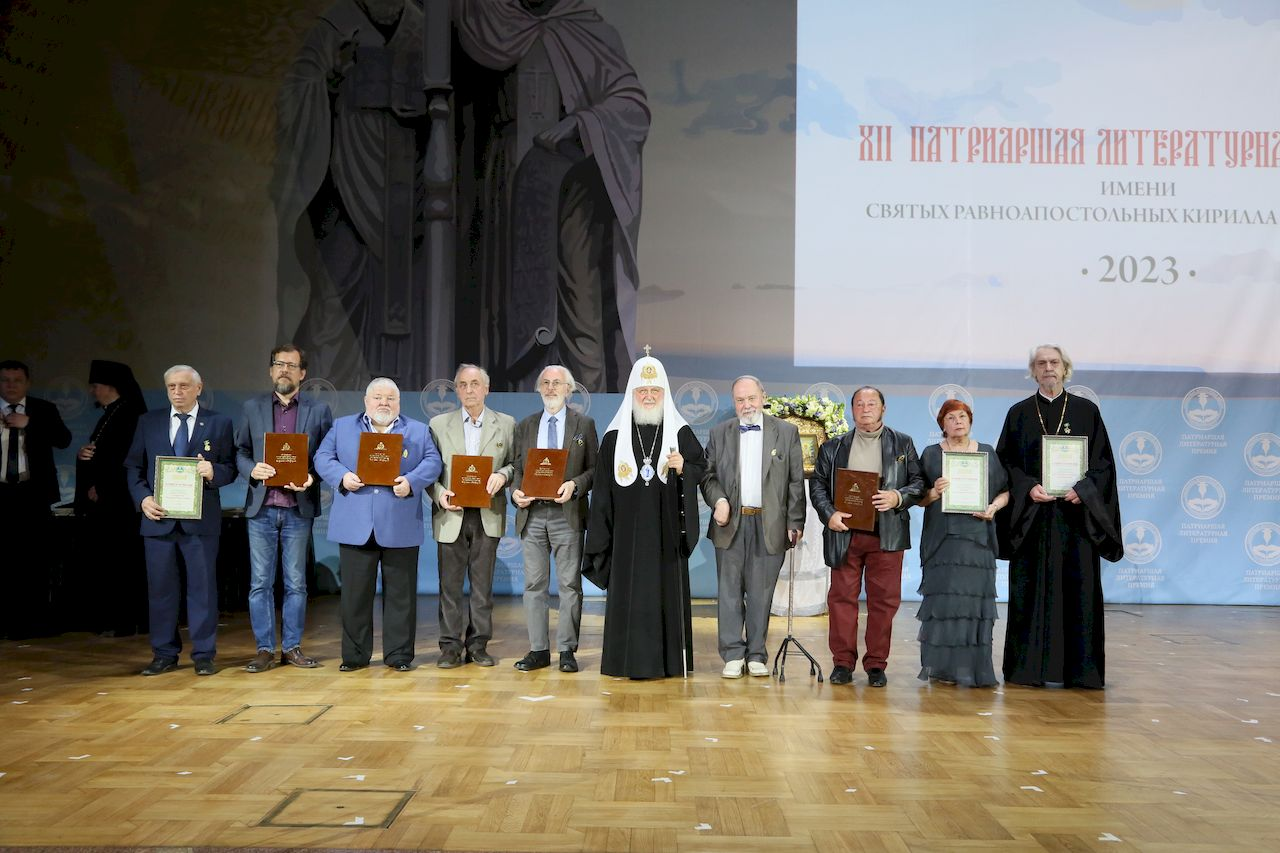
Номинанты и лауреаты Патриаршей литеретурной премии 2023 год

Лауреатами стали Николай Зиновьев, Дамаскин (Орловский) и Михаил Чванов.
В короткий список также вошли Алексей Карпов, Дмитрий Мизгулин, Ольга Фокина и Валерий Хайрюзов.
Церемония избрания и награждения лауреатов состоялась 9 июня 2022 года.

### Премиальный сезон 2023 года
Лауреатами стали протоиерей Владимир Вигилянский, Светлана Кекова и Валерий Хайрюзов.
В короткий список также вошли Анатолий Аврутин, Вячеслав Бондаренко, Александр Дворкин, Геннадий Иванов, Игорь Смолькин, Алексей Солоницын.
Церемония избрания и награждения лауреатов состоялась 31 мая 2023 года

### Премиальный сезон 2024 года
Лауреатами стали Владислав Артёмов, Владислав Бахревский и Вадим Кирюшин.
28 мая 2024 года XIII церемония избрания и награждения лауреатов состоялась в Зале церковных соборов кафедрального соборного Храма Христа Спасителя в Москве.

### Премиальный сезон 2025 года
Лауреатами стали Анатолий Байбородин, Андрей Воронцов и Сергей Дмитриев.
В короткий список также вошли Александр Богатырёв, Николай Бурляев, Сергей Козлов, Вячеслав Лютый и Андрей Шацков.
Орденом благоверного князя Димитрия Донского I степени был награждён поэт М. В. Бахарев, а медалями благоверного князя Димитрия Донского — поэт С. В. Лобанов и писатель Д. С. Филиппов.
Церемония избрания и награждения лауреатов состоялась 27 мая 2025 года.